# Dimitria Ciobanu
Dimitria Ciobanu (* 16. Oktober 1993) ist eine moldauische Biathletin.
Dimitria Ciobanu bestritt ihre ersten Rennen im Rahmen des IBU-Cups 2009 in Altenberg. Ihr erstes Rennen, einen Sprint, beendete sie nach acht Fehlern bei zehn Schüssen nicht. Wenig später lief sie in Osrblie als 36. eines Sprints erstmals in die Punkte. Es ist zugleich das beste Ergebnis der Moldauerin in der zweithöchsten Biathlon-Rennserie bislang. Erstes Großereignis wurden die Sommerbiathlon-Europameisterschaften 2010 in Osrblie. Zunächst wurde Ciobanu bei den Juniorinnen eingesetzt und belegte im Sprint den 37. Platz. Das Verfolgungsrennen bestritt sie nicht, wurde aber für die Mixed-Staffel in das Seniorenteam berufen. Mit Alexandra Camenșcic, Liviu Croitoru und Victor Pînzaru erreichte sie den achten Platz. Bei den Juniorenrennen der Biathlon-Europameisterschaften 2012 in Ridnaun wurde sie 55. des Sprintrennens, bei den Europameisterschaften 2012 in Osrblie wurde Ciobanu 47. des Einzels, 55. der Sprint und in der Verfolgung als überrundete Läuferin aus dem Rennen genommen. Dazwischen lag die Teilnahme an den Juniorenrennen bei den Sommerbiathlon-Weltmeisterschaften 2011 in Nové Město na Moravě, wo sie 55. des Sprints wurde.